# Salpicão (salada)

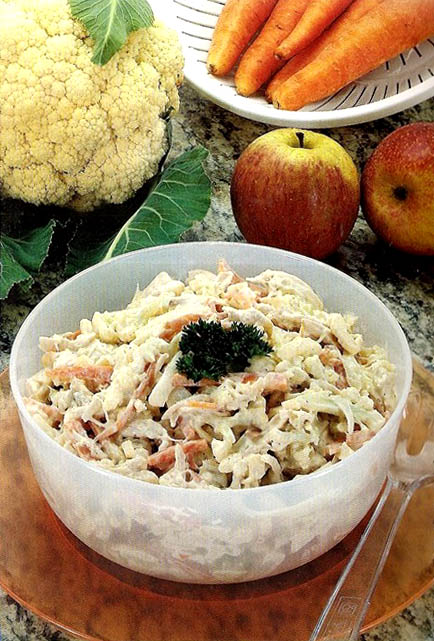
Salpicão de frango

No Brasil, o salpicão é um tipo de salada, conhecido pela mistura de legumes, frutas e carne de ave desfiada e tradicionalmente servido nas ceias de Natal e Ano Novo, em vários estados do país. Existem variações da receita em torno dos ingredientes citados, sendo basicamente composto de frutas como abacaxi, cereja, maçã verde e uva passa, cenoura ralada, batatas, maionese, salsão, pimentão de várias cores, carne de frango ou peru e temperos comuns como sal e pimenta.